# Firenze Ladies Open 2023
Il Firenze Ladies Open 2023 è un torneo di tennis femminile giocato sui campi in terra rossa all'aperto. È la 1ª edizione del torneo, che fa parte del WTA Challenger Tour 2023. Il torneo si gioca al Match Ball Firenze Country Club di Firenze in Italia dal 15 al 21 maggio 2023.

## Partecipanti al singolare

### Teste di serie
| Nazionalità | Giocatrice                | Ranking* | Testa di serie |
| ----------- | ------------------------- | -------- | -------------- |
| Stati Uniti | Lauren Davis              | 53       | 1              |
| Stati Uniti | Claire Liu                | 56       | 2              |
| Romania     | Ana Bogdan                | 59       | 3              |
| Italia      | Jasmine Paolini           | 65       | 4              |
| Germania    | Jule Niemeier             | 74       | 5              |
| Italia      | Sara Errani               | 78       | 6              |
| Slovacchia  | Anna Karolína Schmiedlová | 97       | 7              |
| Italia      | Lucia Bronzetti           | 98       | 8              |
| Italia      | Lucrezia Stefanini        | 105      | 9              |

* Ranking all'8 maggio 2023.

### Altre partecipanti
Le seguenti giocatrici hanno ricevuto una wild card per il tabellone principale:
- Diletta Cherubini
- Matilde Paoletti
- Lisa Pigato
- Camilla Rosatello

La seguente giocatrice è entrata in tabellone con il ranking protetto:
- Eugenie Bouchard

Le seguenti giocatrici sono passate dalle qualificazioni:
- Deborah Chiesa
- Dalila Jakupovič
- Céline Naef
- Ankita Raina

La seguente giocatrice è subentrata in tabellone come lucky loser:
- Asia Muhammad

### Ritiri
Prima del torneo
- Ėrika Andreeva → sostituita da  Nuria Brancaccio
- Lauren Davis → sostituita da  Asia Muhammad
- Julia Grabher → sostituita da  Priscilla Hon
- Danka Kovinić → sostituita da  Olivia Gadecki
- Tereza Martincová → sostituita da  Heather Watson
- Rebeka Masarova → sostituita da  Fernanda Contreras Gómez
- Karolína Muchová → sostituita da  Katrina Scott
- Nuria Párrizas Díaz → sostituita da  Lucrezia Stefanini
- Rebecca Peterson → sostituita da  Magali Kempen
- Alison Riske-Amritraj → sostituita da  Ylena In-Albon
- Mayar Sherif → sostituita da  Katie Swan
- Patricia Maria Țig → sostituita da  Ana Konjuh
- Lesja Curenko → sostituita da  Elina Avanesjan

## Partecipanti al doppio

### Teste di serie
| Nazione     | Giocatrice      | Nazione       | Giocatrice     | Rank1 | Seed |
| ----------- | --------------- | ------------- | -------------- | ----- | ---- |
| Stati Uniti | Asia Muhammad   | Messico       | Giuliana Olmos | 49    | 1    |
| Cile        | Alexa Guarachi  | Nuova Zelanda | Erin Routliffe | 79    | 2    |
| Rep. Ceca   | Renata Voráčová | Taipei cinese | Wu Fang-hsien  | 170   | 3    |
| Germania    | Vivian Heisen   | Estonia       | Ingrid Neel    | 213   | 4    |

* Ranking all'8 maggio 2023. 

## Campionesse

### Singolare
Jasmine Paolini ha sconfitto in finale  Taylor Townsend con il punteggio di 6-3, 7-5.

### Doppio
Vivian Heisen /  Ingrid Neel hanno sconfitto in finale  Asia Muhammad /  Giuliana Olmos con il punteggio di 1-6, 6-2, [10-8].